# Graham Allen
Graham Allen, född 11 januari 1953, är en brittisk parlamentsledamot för Labourpartiet. Han representerade valkretsen Nottingham North från 1987 till 2017.
Under Tony Blairs tid som oppositionsledare hade han flera poster som skuggminister, men sedan Labour kom till makten innehade han inte någon riktig ministerpost.
Allen anses vara radikal och har bland annat kämpat för författningsreformer, som skulle innebära att Storbritannien får en skriftlig grundlag, att proportionellt valsystem införs och att överhuset utses i direkta val. Han har även förespråkat att euron ska användas parallellt med pundet.
Han har en examen i statsvetenskap från University of Leeds.